# Lista över seriesegrare i högsta ligan i handboll för damer
Lista över seriesegrare i högsta ligan i handboll för damer inomhus sedan en landsomfattande högstadivision, allsvenskan (nuvarande Handbollsligan), bildades 1972.

## Seriesegrare genom åren
Allsvenskan
- 1972 - Kvinnliga IK Sport
- 1973 - Borlänge HK
- 1974 - Kvinnliga IK Sport
- 1975 - Stockholmspolisens IF
- 1976 - Borlänge HK
- 1977 - Stockholmspolisens IF
- 1978 - Borlänge HK (även svenska mästare)
- 1979 - Stockholmspolisens IF
- 1980 - Irsta HF
- 1981 - Stockholmspolisens IF
- 1982 - Irsta HF
- 1983 - Stockholmspolisens IF
- 1984 - Stockholmspolisens IF
- 1985 - Stockholmspolisens IF
- 1986 - Tyresö HF
- 1987 - Tyresö HF
- 1988 - Tyresö HF
- 1989 - Stockholmspolisens IF

Elitserien
- 1990 - Sävsjö HK
- 1991 - Irsta HF (även svenska mästare)
- 1992 - Skånela IF (även svenska mästare)
- 1993 - Irsta HF
- 1994 - Sävsjö HK (även svenska mästare)
- 1995 - Sävsjö HK (även svenska mästare)
- 1996 - Sävsjö HK (även svenska mästare)
- 1997 - HP Warta
- 1998 - IK Sävehof
- 1999 - Sävsjö HK (även svenska mästare)
- 2000 - Skuru IK
- 2001 - Skuru IK (även svenska mästare)
- 2002 - IK Sävehof
- 2003 - IK Sävehof
- 2004 - Team Eslövs IK
- 2005 - IK Sävehof
- 2006 - Skövde HF
- 2007 - IK Sävehof (även svenska mästare)
- 2008 - IK Sävehof
- 2009 - IK Sävehof (även svenska mästare)
- 2010 - Skövde HF
- 2011 - IK Sävehof (även svenska mästare)
- 2012 - IK Sävehof (även svenska mästare)
- 2013 - IK Sävehof (även svenska mästare)
- 2014 - IK Sävehof (även svenska mästare)
- 2015 - IK Sävehof (även svenska mästare)
- 2016 - IK Sävehof (även svenska mästare)

SHE
- 2017 - IK Sävehof
- 2018 - H65 Höör
- 2019 - Skuru IK
- 2020 - H65 Höör
- 2021 - Skuru IK (även svenska mästare)
- 2022 - IK Sävehof (även svenska mästare)
- 2023 - IK Sävehof (även svenska mästare)

Handbollsligan
- 2024   - Skuru IK
- 2025   - Skara HF (även svenska mästare)

## Seriesegrar per lag
| Pos. | Klubb                 | Antal | År                                                                                             |
| ---- | --------------------- | ----- | ---------------------------------------------------------------------------------------------- |
| 1    | IK Sävehof            | 16    | 1998, 2002, 2003, 2005, 2007, 2008, 2009, 2011, 2012, 2013, 2014, 2015, 2016, 2017, 2022, 2023 |
| 2    | Stockholmspolisens IF | 8     | 1975, 1977, 1979, 1981, 1983, 1984, 1985, 1989                                                 |
| 3    | Sävsjö HK             | 5     | 1990, 1994, 1995, 1996, 1999                                                                   |
| 3    | Skuru IK              | 5     | 2000, 2001, 2019, 2021, 2024                                                                   |
| 5    | Irsta HF              | 4     | 1980, 1982, 1991, 1993                                                                         |
| 6    | Borlänge HK           | 3     | 1973, 1976, 1978                                                                               |
| 6    | Tyresö HF             | 3     | 1986, 1987, 1988                                                                               |
| 8    | Kvinnliga IK Sport    | 2     | 1972, 1974                                                                                     |
| 8    | Skövde HF             | 2     | 2006, 2010                                                                                     |
| 8    | H65 Höör              | 2     | 2018, 2020                                                                                     |
| 11   | Skånela IF            | 1     | 1992                                                                                           |
| 11   | HP Warta              | 1     | 1997                                                                                           |
| 11   | Team Eslövs IK        | 1     | 2004                                                                                           |
| 11   | Skara HF              | 1     | 2025                                                                                           |

## Flest seriesegrar i svit
Flest seriesegrar i svit är sju:
- IK Sävehof, 2011-2017